# Код Боуза — Чоудхури — Хоквингема
Коды Боуза — Чоудхури — Хоквингема, сокращённо БЧХ-коды (англ. Bose–Chaudhuri–Hocquenghem codes / BCH codes) — в теории кодирования это широкий класс циклических кодов, применяемых для защиты информации от ошибок. Отличается возможностью построения кода с заранее определёнными корректирующими свойствами, а именно, минимальным кодовым расстоянием. Частным случаем БЧХ-кодов является код Рида — Соломона.
Код был разработан Алексисом Хоквингемом в 1959 году и независимо от него Раджем Чандра Боузом (Бозе) и Дидженом Рэй-Чоудхури в 1960 году.

## Формальное описание
БЧХ-код является циклическим кодом, который можно задать порождающим полиномом. Для его нахождения в случае БЧХ-кода необходимо заранее определить длину кода {\displaystyle n} (она не может быть произвольной) и требуемое минимальное расстояние {\displaystyle d\leqslant n}. Найти порождающий полином можно следующим образом.
Пусть {\displaystyle \alpha } — примитивный элемент поля {\displaystyle GF(q^{m})} (то есть {\displaystyle \alpha ^{q^{m}-1}=1,\ \alpha ^{i}\neq 1,\ i<q^{m}-1}), пусть {\displaystyle \beta =\alpha ^{s}}, — элемент поля {\displaystyle GF(q^{m})} порядка {\displaystyle n}, {\displaystyle s=(q^{m}-1)/n}. Тогда нормированный полином {\displaystyle g(x)} минимальной степени над полем {\displaystyle GF(q)}, корнями которого являются {\displaystyle d-1} подряд идущих степеней {\displaystyle \beta ^{l_{0}},\beta ^{l_{0}+1},\ldots ,\beta ^{l_{0}+d-2}} элемента {\displaystyle \beta } для некоторого целого {\displaystyle l_{0}} (в том числе 0 и 1), является порождающим полиномом БЧХ-кода над полем {\displaystyle GF(q)} с длиной {\displaystyle n} и минимальный расстоянием {\displaystyle d_{0}\geqslant d}.
Поясним, почему у получившегося кода будут именно такие характеристики (длина кода {\displaystyle n}, минимальное расстояние {\displaystyle d_{0}}). Действительно, как показано у Сагаловича, длина БЧХ-кода равна порядку элемента {\displaystyle \beta }, если {\displaystyle d>2}, и равна порядку элемента {\displaystyle \beta ^{l_{0}}}, если {\displaystyle d=2}. Так как случай {\displaystyle d=2} нам не интересен (такой код не может исправлять ошибки, только обнаруживать), то длина кода будет равна порядку элемента {\displaystyle \beta }, то есть равна {\displaystyle n}. Минимальное расстояние {\displaystyle d_{0}} может быть больше {\displaystyle d}, когда корнями минимальных функций от элементов {\displaystyle \beta ^{l_{0}},\beta ^{l_{0}+1},\ldots ,\beta ^{l_{0}+d-2}} будут элементы, расширяющие последовательность, то есть элементы {\displaystyle \beta ^{l_{0}+d-1},\beta ^{l_{0}+d},\ldots ,\beta ^{l_{0}+d_{0}-2}}.
Число проверочных символов {\displaystyle r} равно степени {\displaystyle g(x)}, число информационных символов {\displaystyle k=n-r}, величина {\displaystyle d} называется конструктивным расстоянием БЧХ-кода. Если {\displaystyle n=q^{m}-1}, то код называется примитивным, иначе — непримитивным.
Так же, как и для циклического кода, кодовый полином {\displaystyle c(x)} может быть получен из информационного полинома {\displaystyle m(x)} степени не больше {\displaystyle k-1}, путём перемножения {\displaystyle m(x)} и {\displaystyle g(x)}:
{\displaystyle c(x)=m(x)g(x).}

## Построение
Для нахождения порождающего полинома необходимо выполнить несколько этапов:
- выбрать {\displaystyle q}, то есть поле {\displaystyle GF(q)}, над которым будет построен код;
- выбрать длину {\displaystyle n} кода из условия {\displaystyle n=(q^{m}-1)/s}, где {\displaystyle m,s} — целые положительные числа;
- задать величину {\displaystyle d} конструктивного расстояния;
- построить циклотомические классы элемента {\displaystyle \beta =\alpha ^{s}} поля {\displaystyle GF(q^{m})} над полем {\displaystyle GF(q)}, где {\displaystyle \alpha } — примитивный элемент {\displaystyle GF(q^{m})};
- поскольку каждому такому циклотомическому классу соответствует неприводимый полином над {\displaystyle GF(q)}, корнями которого являются элементы этого и только этого класса, со степенью равной количеству элементов в классе, то выбрать {\displaystyle \beta ^{l_{0}},\beta ^{l_{0}+1},\ldots ,\beta ^{l_{0}+d-2}} таким образом, чтобы суммарная длина циклотомических классов была минимальна; это делается для того, чтобы при заданных характеристиках кода {\displaystyle n} и {\displaystyle d} минимизировать количество проверочных символов {\displaystyle k};
- вычислить порождающий полином {\displaystyle g(x)=f_{1}(x)f_{2}(x)\ldots f_{h}(x)}, где {\displaystyle f_{i}(x)} — полином, соответствующий {\displaystyle i}-му циклотомическому классу; или вычислить {\displaystyle g(x)}, как НОК минимальных функций от элементов {\displaystyle \beta ^{l_{0}},\beta ^{l_{0}+1},\ldots ,\beta ^{l_{0}+d-2}}.

## Примеры кодов

### Примитивный двоичный (15, 7, 5) код
Пусть {\displaystyle q=2}, требуемая длина кода {\displaystyle n=2^{4}-1=15}, и минимальное расстояние {\displaystyle d_{0}\geqslant d=5}. Возьмем {\displaystyle \alpha } — примитивный элемент поля {\displaystyle GF(16)}, и {\displaystyle \alpha ,\alpha ^{2},\alpha ^{3},\alpha ^{4}} — четыре подряд идущих степеней элемента {\displaystyle \alpha }. Они принадлежат двум циклотомическим классам над полем {\displaystyle GF(2)}, которым соответствуют неприводимые полиномы {\displaystyle f_{1}(x)=x^{4}+x+1} и {\displaystyle f_{2}(x)=x^{4}+x^{3}+x^{2}+x+1}. Тогда полином
{\displaystyle g(x)=f_{1}(x)f_{2}(x)=x^{8}+x^{7}+x^{6}+x^{4}+1}
имеет в качестве корней элементы {\displaystyle \alpha ,\alpha ^{2},\alpha ^{3},\alpha ^{4}} и является порождающим полиномом БЧХ-кода с параметрами {\displaystyle (15,7,5)}.

### 16-ричный (15, 11, 5) код (код Рида — Соломона)
Пусть {\displaystyle n=q-1=15}, и {\displaystyle \alpha } — примитивный элемент {\displaystyle GF(16)}. Тогда
{\displaystyle g(x)=(x-\alpha )(x-\alpha ^{2})(x-\alpha ^{3})(x-\alpha ^{4})=x^{4}+\alpha ^{13}x^{3}+\alpha ^{6}x^{2}+\alpha ^{3}x+\alpha ^{10}.}
Каждый элемент поля {\displaystyle GF(16)} можно сопоставить 4 битам, поэтому одно кодовое слово эквивалентно 60 = 15 × 4 битам, таким образом набору из 44 битов ставится в соответствие набор из 60 битов. Можно сказать, что такой код работает с полубайтами информации.

## Кодирование
Для кодирования кодами БЧХ применяются те же методы, что и для кодирования циклическими кодами.

## Методы декодирования
Коды БЧХ являются циклическими кодами, поэтому к ним применимы все методы, используемые для декодирования циклических кодов. Однако существуют гораздо лучшие алгоритмы, разработанные именно для БЧХ-кодов.
Главной идеей в декодировании БЧХ-кодов является использование элементов конечного поля для нумерации позиций кодового слова (или, эквивалентно, в порядке коэффициентов ассоциированного многочлена). Ниже приведена такая нумерация для вектора {\displaystyle r=(r_{0},r_{1},\ldots ,r_{n-1})}, соответствующего многочлену {\displaystyle r(x)}.
| значения         | {\displaystyle r_{0}} | {\displaystyle r_{1}}   | {\displaystyle \ldots } | {\displaystyle r_{n-1}}       |
| локаторы позиций | {\displaystyle 1}     | {\displaystyle \alpha } | {\displaystyle \ldots } | {\displaystyle \alpha ^{n-1}} |
Пусть принятое слово ассоциировано с полиномом {\displaystyle r(x)=\nu (x)+e(x)}, где многочлен ошибок определён как: {\displaystyle e(x)=e_{J_{1}}x^{J_{1}}+e_{J_{2}}x^{J_{2}}+\ldots +e_{J_{\nu }}x^{J_{\nu }}}, где {\displaystyle \nu \leqslant t_{d}} — число ошибок в принятом слове. Множества {\displaystyle \{e_{J_{1}},e_{J_{2}},\ldots ,e_{J_{\nu }}\}} и {\displaystyle \{\alpha ^{J_{1}},\alpha ^{J_{2}},\ldots ,\alpha ^{J_{\nu }}\}} называют значениями ошибок и локаторами ошибок соответственно, где {\displaystyle e_{J}\in GF(q)}, и {\displaystyle \alpha \in GF(q^{m})}.
Синдромы определены как значения принятого полинома {\displaystyle r(x)} в нулях порождающего многочлена кода:
{\displaystyle S_{1}=r(\alpha ^{b})=e_{J_{1}}\alpha ^{bJ_{1}}+e_{J_{2}}\alpha ^{bJ_{2}}+\ldots +e_{J_{\nu }}\alpha ^{bJ_{\nu }},}
{\displaystyle S_{2}=r(\alpha ^{b+1})=e_{J_{1}}\alpha ^{(b+1)J_{1}}+e_{J_{2}}\alpha ^{(b+1)J_{2}}+\ldots +e_{J_{\nu }}\alpha ^{(b+1)J_{\nu }},}
{\displaystyle \vdots }
{\displaystyle S_{2t_{d}}=r(\alpha ^{b+2t_{d}-1})=e_{J_{1}}\alpha ^{(b+2t_{d}-1)J_{1}}+e_{J_{2}}\alpha ^{(b+2t_{d}-1)J_{2}}+\ldots +e_{J_{\nu }}\alpha ^{(b+2t_{d}-1)J_{\nu }},}
где {\displaystyle 2t_{d}=d-1}.
Для нахождения множества локаторов ошибок введём в рассмотрение многочлен локаторов ошибок
{\displaystyle \sigma (x)=\prod _{l=1}^{\nu }(1+\alpha ^{J_{l}}x)=1+\sigma _{1}x+\sigma _{2}x^{2}+\ldots +\sigma _{\nu }x^{\nu },}
корни которого равны обратным величинам локаторов ошибок. Тогда справедливо следующее соотношение между коэффициентами многочлена локаторов ошибок и синдромами:
{\displaystyle \sigma _{1}S_{t}+\sigma _{2}S_{t-1}+\ldots +\sigma _{t}S_{1}=-S_{t+1},}
{\displaystyle \sigma _{1}S_{t+1}+\sigma _{2}S_{t}+\ldots +\sigma _{t}S_{2}=-S_{t+2},}
{\displaystyle \vdots }
{\displaystyle \sigma _{1}S_{2t-1}+\sigma _{2}S_{2t-2}+\ldots +\sigma _{t}S_{t}=-S_{2t}.}
Известны следующие методы для решения этой системы уравнений относительно коэффициентов многочлена локаторов ошибок {\displaystyle \sigma _{i},\ i=1,2,\ldots ,\nu } (ключевая система уравнений).
- Алгоритм Берлекемпа — Мэсси (BMA)➤. По числу операций в конечном поле этот алгоритм обладает высокой эффективностью. BMA обычно используется для программной реализации или моделирования кодов БЧХ и кодов Рида — Соломона.
- Евклидов алгоритм (ЕА)➤. Из-за высокой регулярности структуры этого алгоритма его широко используют для аппаратной реализации декодеров БЧХ и кодов Рида — Соломона.
- Прямое решение (алгоритм Питерсона — Горенстейна — Цирлера, ПГЦ). Исторически это первый метод декодирования, найденный Питерсоном для двоичного случая ({\displaystyle q=2}), затем Горенстейном и Цирлером для общего случая. Этот алгоритм находит коэффициенты многочлена локаторов ошибок прямым решением соответствующей системы линейных уравнений. В действительности, так как сложность этого алгоритма растет как куб минимального расстояния {\displaystyle d}, прямой алгоритм может быть использован только для малых значений {\displaystyle d}, однако именно этот алгоритм лучше всего проясняет алгебраическую идею процесса декодирования.

### Алгоритм Берлекэмпа — Мэсси
Этот алгоритм лучше всего рассматривать как итеративный процесс построения минимального регистра (сдвига) с обратной связью, генерирующего известную последовательность синдромов {\displaystyle S_{1},S_{2},\ldots ,S_{2t_{d}}}. Его фактическая цель — построить полином {\displaystyle \sigma ^{i+1}(x)} наименьшей степени, удовлетворяющему уравнению
{\displaystyle \sum _{j=0}^{l_{i}+1}S_{k-j}\sigma _{j}^{i+1}=0,\quad l_{i}<k<i+1.}
Решение этого уравнения эквивалентно условию
{\displaystyle \sigma ^{i+1}(x)=1+\sigma _{1}^{i+1}x+\ldots +\sigma _{l_{i+1}}^{i+1}x^{l_{i+1}}.}
Итеративный процесс построения такого многочлена и есть Алгоритм Берлекемпа — Мэсси.

### Евклидов алгоритм
В основе этого метода лежит широко известный алгоритм Евклида по нахождению наибольшего общего делителя двух чисел (НОД), только в данном случае ищем НОД не двух чисел, а двух полиномов. Обозначим полином значений ошибок как {\displaystyle \Lambda =\sigma (x)S(x)}, где синдромный полином равен {\displaystyle S(x)=1+S_{1}x+\ldots +S_{2t_{d}}x^{2t_{d}}}. Из системы уравнений следует, что {\displaystyle \Lambda (x)=\sigma (x)S(x)\mod x^{2t_{d}+1}}. Задача по сути сводится к тому чтобы определить {\displaystyle \Lambda (x)}, удовлетворяющий последнему уравнению и при этом степени не выше {\displaystyle t_{d}}. По сути такое решение и будет давать расширенный алгоритм Евклида, примененный к многочленам {\displaystyle r_{0}(x)=x^{d}} и {\displaystyle r_{1}(x)=S(x)}, где {\displaystyle d=2t_{d}+1}. Если на {\displaystyle j}-м шаге расширенный алгоритм Евклида выдает решение {\displaystyle r_{j}=a_{j}(x)x^{2t_{d}+1}+b_{j}(x)S(x)}, такое что {\displaystyle \deg[r_{j}(x)]\leqslant t_{d}}, то {\displaystyle \Lambda (x)=r_{j}(x)}, и {\displaystyle \sigma _{i}(x)=b_{j}(x)}. При этом найденный полином {\displaystyle a_{j}(x)} дальше не принимает участия в декодировании (он ищется только как вспомогательный). Таким образом будет найден полином локаторов ошибок {\displaystyle \sigma (x)}.

### Прямое решение (алгоритм Питерсона — Горенстейна — Цирлера, ПГЦ)
Пусть БЧХ-код над полем {\displaystyle GF(q)} длины {\displaystyle n} и с конструктивным расстоянием {\displaystyle d} задаётся порождающим полиномом {\displaystyle g(x)}, который имеет среди своих корней элементы {\displaystyle \beta ^{l_{0}},\beta ^{l_{0}+1},\ldots ,\beta ^{l_{0}+d-2},\ \beta \in GF(q^{m}),\ \beta ^{n}=1,\ l_{0}} — целое число (например, 0 или 1). Тогда каждое кодовое слово обладает тем свойством, что {\displaystyle c(\beta ^{l_{0}-1+j})=0,\ j=1,2,\ldots ,d-1}. Принятое слово {\displaystyle r(x)} можно записать как {\displaystyle r(x)=c(x)+e(x)}, где {\displaystyle e(x)} — полином ошибок. Пусть произошло {\displaystyle u\leqslant t=(d-1)/2} ошибок на позициях {\displaystyle i_{1},i_{2},\ldots ,i_{u}} ({\displaystyle t} — максимальное число исправляемых ошибок), значит {\displaystyle e(x)=e_{i_{1}}x^{i_{1}}+e_{i_{2}}x^{i_{2}}+\ldots +e_{i_{u}}x^{i_{u}}}, а {\displaystyle e_{i_{1}},e_{i_{2}},\ldots ,e_{i_{u}}} — величины ошибок.
Можно составить {\displaystyle j}-й синдром {\displaystyle S_{j}} принятого слова {\displaystyle r(x)}:
{\displaystyle S_{j}=r(\beta ^{l_{0}-1+j})=e(\beta ^{l_{0}-1+j}),\quad j=1,\ldots ,d-1.}
Задача состоит в нахождении числа ошибок {\displaystyle u}, их позиций {\displaystyle i_{1},i_{2},\ldots ,i_{u}} и их значений {\displaystyle e_{i_{1}},e_{i_{2}},\ldots ,e_{i_{u}}} при известных синдромах {\displaystyle S_{j}}.
Предположим для начала, что {\displaystyle u} в точности равно {\displaystyle t}. Запишем синдромы в виде системы нелинейных уравнений в явном виде:
{\displaystyle {\begin{cases}S_{1}=e_{i_{1}}\beta ^{l_{0}i_{1}}+e_{i_{2}}\beta ^{l_{0}i_{2}}+\ldots +e_{i_{t}}\beta ^{l_{0}i_{t}},\\S_{2}=e_{i_{1}}\beta ^{(l_{0}+1)i_{1}}+e_{i_{2}}\beta ^{(l_{0}+1)i_{2}}+\ldots +e_{i_{t}}\beta ^{(l_{0}+1)i_{t}},\\\vdots \\S_{d-1}=e_{i_{1}}\beta ^{(l_{0}+d-2)i_{1}}+e_{i_{2}}\beta ^{(l_{0}+d-2)i_{2}}+\ldots +e_{i_{t}}\beta ^{(l_{0}+d-2)i_{t}}.\\\end{cases}}}
Обозначим через {\displaystyle X_{k}=\beta ^{i_{k}}} локатор {\displaystyle k}-й ошибки, а через {\displaystyle Y_{k}=e_{i_{k}}} — величину ошибки, {\displaystyle k=1,\ldots ,t}. При этом все {\displaystyle X_{k}} различны, так как порядок элемента {\displaystyle \beta } равен {\displaystyle n}, и поэтому при известном {\displaystyle X_{k}} можно определить {\displaystyle i_{k}} как {\displaystyle i_{k}=\log _{\beta }X_{k}}.
{\displaystyle {\begin{cases}S_{1}=Y_{1}X_{1}^{l_{0}}+Y_{2}X_{2}^{l_{0}}+\ldots +Y_{t}X_{t}^{l_{0}},\\S_{2}=Y_{1}X_{1}^{l_{0}+1}+Y_{2}X_{2}^{l_{0}+1}+\ldots +Y_{t}X_{t}^{l_{0}+1},\\\vdots \\S_{d-1}=Y_{1}X_{1}^{l_{0}+d-2}+Y_{2}X_{2}^{l_{0}+d-2}+\ldots +Y_{t}X_{t}^{l_{0}+d-2}.\end{cases}}}
Составим полином локаторов ошибок:
{\displaystyle \Lambda (x)=(1-xX_{1})(1-xX_{2})\ldots (1-xX_{t})=\Lambda _{t}x^{t}+\Lambda _{t-1}x^{t-1}+\ldots +\Lambda _{1}x+1.}
Корнями этого полинома являются элементы, обратные локаторам ошибок. Помножим обе части этого полинома на {\displaystyle Y_{l}X_{l}^{\vartheta +t}}. Полученное равенство будет справедливо для {\displaystyle \vartheta =l_{0},l_{0}+1,\ldots ,l_{0}+d-1,\ l=1,\ldots ,t}:
{\displaystyle \Lambda (x)Y_{l}X_{l}^{\vartheta +t}=\Lambda _{t}x^{t}Y_{l}X_{l}^{\vartheta +t}+\Lambda _{t-1}x^{t-1}Y_{l}X_{l}^{\vartheta +t}+\ldots +\Lambda _{1}xY_{l}X_{l}^{\vartheta +t}+Y_{l}X_{l}^{\vartheta +t}.}
Если подставить сюда {\displaystyle x=X_{l}^{-1}}, то получится равенство, справедливое для каждого {\displaystyle l\in \{1,2,\ldots ,t\}} и при всех {\displaystyle \vartheta \in \{l_{0},l_{0}+1,\ldots ,l_{0}+d-1\}}:
{\displaystyle 0=\Lambda _{t}Y_{l}X_{l}^{\vartheta }+\Lambda _{t-1}Y_{l}X_{l}^{\vartheta +1}+\ldots +\Lambda _{1}Y_{l}X_{l}^{\vartheta +t-1}+Y_{l}X_{l}^{\vartheta +t}.}
Таким образом для каждого {\displaystyle l} можно записать своё равенство. Если их просуммировать по {\displaystyle l}, то получится равенство, справедливое для каждого {\displaystyle \vartheta \in \{l_{0},l_{0}+1,\ldots ,l_{0}+d-1\}}:
{\displaystyle 0=\Lambda _{t}\sum _{l=1}^{t}Y_{l}X_{l}^{\vartheta }+\Lambda _{t-1}\sum _{l=1}^{t}Y_{l}X_{l}^{\vartheta +1}+\ldots +\Lambda _{1}\sum _{l=1}^{t}Y_{l}X_{l}^{\vartheta +t-1}+\sum _{l=1}^{t}Y_{l}X_{l}^{\vartheta +t}.}
Поскольку {\displaystyle S_{j+p}=\sum _{l=1}^{t}Y_{l}X_{l}^{l_{0}+j+p-1}=\sum _{l=1}^{t}Y_{l}X_{l}^{\vartheta +p},\ j=1,\ldots ,d-1,\ \vartheta =l_{0}+j-1} (то есть, {\displaystyle \vartheta } меняется в тех же пределах, что и ранее), система уравнений для синдромов преобразуется в систему линейных уравнений:
{\displaystyle {\begin{cases}S_{1}\Lambda _{t}+S_{2}\Lambda _{t-1}+\ldots +S_{t}\Lambda _{1}=-S_{t+1},\\S_{2}\Lambda _{t}+S_{3}\Lambda _{t-1}+\ldots +S_{t+1}\Lambda _{1}=-S_{t+2},\\\vdots \\S_{t}\Lambda _{t}+S_{t+1}\Lambda _{t-1}+\ldots +S_{2t-1}\Lambda _{1}=-S_{2t},\end{cases}}}
или, в матричной форме,
{\displaystyle S^{(t)}{\bar {\Lambda }}^{(t)}=-{\bar {s}}^{(t)},}
где
{\displaystyle S^{(t)}={\begin{pmatrix}S_{1}&S_{2}&\ldots &S_{t}\\S_{2}&S_{3}&\ldots &S_{t+1}\\\vdots &\vdots &\ddots &\vdots \\S_{t}&S_{t+1}&\ldots &S_{2t-1}\end{pmatrix}},\quad {\bar {\Lambda }}^{(t)}={\begin{pmatrix}\Lambda _{t}\\\Lambda _{t-1}\\\vdots \\\Lambda _{1}\end{pmatrix}},\quad {\bar {s}}^{(t)}={\begin{pmatrix}S_{t+1}\\S_{t+2}\\\vdots \\S_{2t}\end{pmatrix}}.}
Если число ошибок и в самом деле равно {\displaystyle t}, то эта система разрешима, и можно найти значения коэффициентов {\displaystyle \Lambda _{1},\ldots ,\Lambda _{t}}. Если же число {\displaystyle u<t}, то определитель матрицы {\displaystyle S^{(t)}} будет равен {\displaystyle 0}. Это есть признак того, что количество ошибок меньше {\displaystyle t}. Поэтому необходимо составить систему, предполагая число ошибок равным {\displaystyle t-1}, вычислить определитель новой матрицы {\displaystyle S^{(t-1)}} и т. д. до тех пор, пока не установим истинное число ошибок.

### Поиск Ченя
После того как ключевая система уравнений решена, получаются коэффициенты полинома локаторов ошибок. Его корни (элементы, обратные локаторам ошибок) можно найти простым перебором по всем элементам поля {\displaystyle GF(q^{m})}. К ним найти элементы, обратные по умножению, — это локаторы ошибок {\displaystyle X_{k},\ k=1,\ldots ,u}. Этот процесс легко реализовать аппаратно.

### Алгоритм Форни
По локаторам можно найти позиции ошибок ({\displaystyle i_{k}=\log _{\beta }X_{k}}), а значения {\displaystyle Y_{k}} ошибок из системы для синдромов, приняв {\displaystyle t=u}. Декодирование завершено.

### На русском
- Блейхут Р. Теория и практика кодов, контролирующих ошибки = Theory and Practice of Error Control Codes. — М.: Мир, 1986. — 576 с.
- Питерсон У., Уэлдон Э. Коды, исправляющие ошибки. — М.: Мир, 1976. — С. 596.
- Сагалович Ю. Л. Введение в алгебраические коды — М.: МФТИ, 2007. — 262 с. — ISBN 978-5-7417-0191-1
- Морелос-Сарагоса Р. Искусство помехоустойчивого кодирования. Методы, алгоритмы, применение. — М.: Техносфера, 2005. — 320 с. — ISBN 5-94836-035-0.

### На других языках
- A. Hocquenghem[англ.]. Codes correcteurs d'erreurs (фр.) // Chiffres. — Paris, 1959. — Septembre (vol. 2). — P. 147–156.
- R. C. Bose[англ.], D. K. Ray-Chaudhuri[англ.]. On A Class of Error Correcting Binary Group Codes (англ.) // Information and Control. — 1960. — March (vol. 3, iss. 1). — P. 68–79. — ISSN 0890-5401. — doi:10.1016/s0019-9958(60)90287-4. Архивировано 9 октября 2022 года.
- John Gill. EE387 Notes #7, Handout #24 (англ.). — Stanford University. Архивировано 30 июня 2014 года.
- Daniel Gorenstein[англ.], W. Wesley Peterson[англ.], N. Zierler. Two-Error Correcting Bose-Chaudhuri Codes are Quasi-Perfect (англ.) // Information and Control. — 1960. — Vol. 3, iss. 3. — P. 291—294. — doi:10.1016/s0019-9958(60)90877-9.
- Rudolf Lidl, Günter Pilz. Applied Abstract Algebra. — 2nd edition. — John Wiley, 1999.
- Irving S. Reed[англ.], Chen Xuemin. Error-Control Coding for Data Networks. — Boston, MA: Kluwer Academic Publishers, 1999. — ISBN 0-7923-8528-4.